# Hovedskole
 For alternative betydninger, se Hovedskole (flertydig). (Se også artikler, som begynder med Hovedskole)
Hovedskole er en ældre betydning af en større latinskole, herunder en katedralskole, i begge tilfælde det vi i dag kender som et gymnasium. Denne betydning er i dag forældet; den hidrører fra 16.-18. århundrede.
Når ordet bruges i »Den blå Betænkning« fra 1960 menes der den skoleform, der omfatter undervisningspligtens år, dvs. folkeskolens 7 første skoleår, idet undervisningspligten først med skoleloven af 1975 blev udvidet til 9 år. Hovedskolen var altså den danske folkeskoles 1.-7. klasse.
Nu defineres sproget jo i høj grad af, hvordan sprogbrugerne anvender det, og der er belæg for, at ordet grundskole er brugt i betydningen hovedskole som den skoleform, alle skal gennemgå, men også i andre betydninger. 
I Tyskland omfatter hovedskolen, Hauptschule, 5.-9. skoleår for de elever, der ikke går i realskole eller gymnasium. De fire første skoleår kaldes Grundschule (grundskole). I vore dage er der ofte en Orientierungsstufe (mellemskole) i 5. og 6. skoleår inden grendelingen, men da skolevæsenets ordning hører under de enkelte forbundslande (delstater), er der stadig forskelle, som jeg ikke vil beskrive nærmere her.
I Østrig kaldes de mindste klasser for folkeskole, og den efterfølges i ca. 10-14 års alderen af hovedskolen, som er omfattet af skolepligt for de elever, der ikke går på en gymnasial uddannelse.